# Secco (muziek)
Secco is een Italiaanse muziekterm en betekent droog. Indien deze aanwijzing in een partituur of partij is gegeven, is het de bedoeling dat met een droge klank wordt gespeeld. In de praktijk komt dit erop neer dat de gespeelde tonen niet (lang) door mogen klinken en niet zwaar en/of log aangezet mogen worden. 
Een goed uitgevoerde secco passage wordt gekenmerkt door korte en stekelige noten. Vaak worden in combinatie met de aanwijzingen, op of onder de betreffende noten ook puntjes (staccato) of kleine driehoekjes (staccatissimo) genoteerd, ter versterking of om extra duidelijkheid te verschaffen.